# Hotel Palestina
El Hotel Palestina, a menudo llamado simplemente Palestina, es un complejo de 18 pisos ubicado en la plaza Firdos, al otro lado del hotel Sheraton Ishtar en Bagdad, Irak. 

## Historia
El edificio fue construido en 1982 por la cadena hotelera de lujo francesa Le Méridien bajo el nombre original de Hotel Méridien Palestina. Tras la Guerra del Golfo y las sanciones por parte de las Naciones Unidas, llevaron al grupo Le Méridien a desvincularse del hotel, cayendo bajo la propiedad local y pasó a denominarse Hotel Palestina. Durante la Guerra del Golfo, así como la Invasión de Irak en 2003, el hotel fue uno de los principales centros de reunión de los medios de comunicación internacionales y contratistas.

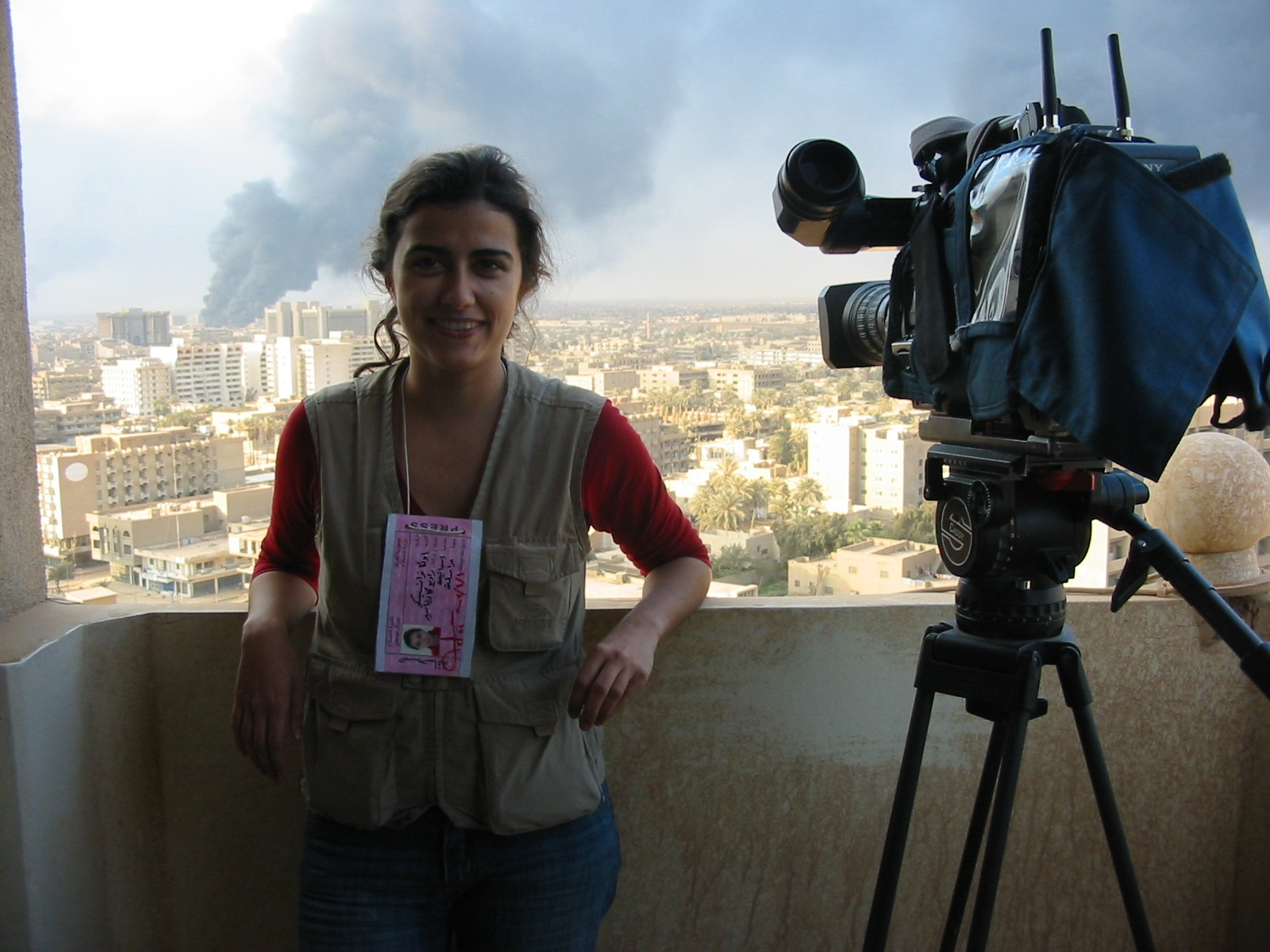
La periodista española Olga Rodriguez en el hotel Palestina de Bagdad durante la invasión de Irak

Durante la invasión de Irak, el 8 de abril de 2003, un tanque estadounidense M1 Abrams disparó un proyectil contra el hotel, que se encontraba lleno de reporteros de prensa internacional pues estaban alojados allí, matando a dos camarógrafos: al ucraniano Taras Protsyuk (de la agencia Reuters) y al español José Couso (de la cadena de televisión Telecinco). 
El 27 de mayo de 2003, el Comité para la Protección de los Periodistas (CPJ) publicó un informe de la investigación realizada sobre el bombardeo del Hotel Palestina el 8 de abril de 2003. Después de entrevistar a varios reporteros que se encontraban en el lugar de los hechos, el CPJ determinó que los hechos sugieren que el "ataque a los periodistas, aunque no deliberado, fue evitable". El CPJ determinó que los soldados del tanque pensaron que estaban siendo atacados por la milicia iraquí cuando decidieron disparar al hotel.
El juez Santiago Pedraz acusó a tres soldados estadounidenses por los asesinatos: el sargento Shawn Gibson, el capitán Philip Wolford y el teniente coronel Philip DeCamp. Los tres hombres fueron acusados de homicidio y la comisión de un delito contra la comunidad internacional. 
Al estar situado fuera de la denominada Zona Verde (Bagdad), los ataques por parte de los insurgentes son notables. El 24 de octubre de 2005, una mezcladora de cemento usada como camión bomba, detonó al lado del hotel después de romper la muralla defensiva. La explosión que ocasionó destruyó el vestíbulo y las estancias de varios periodistas.